# Accompagnement (musique)
 (juillet 2012).
Si vous disposez d'ouvrages ou d'articles de référence ou si vous connaissez des sites web de qualité traitant du thème abordé ici, merci de compléter l'article en donnant les références utiles à sa vérifiabilité et en les liant à la section « Notes et références ».

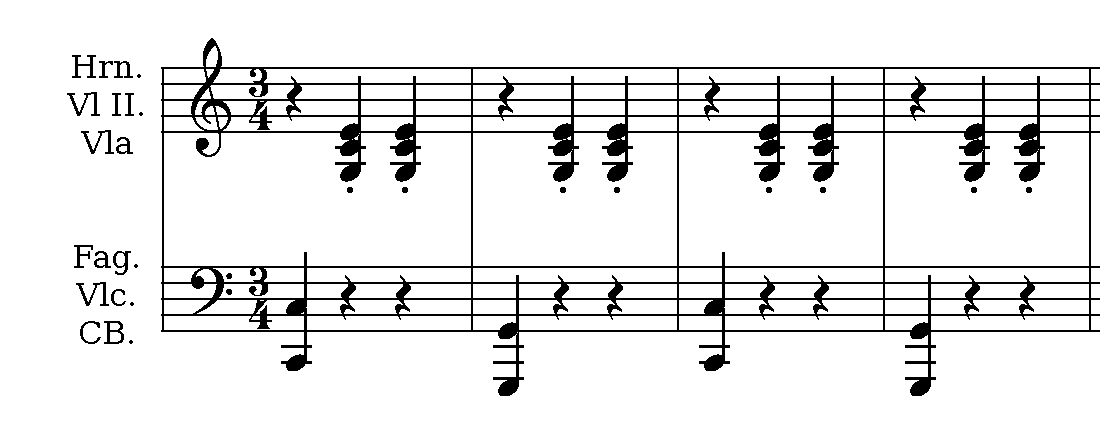
Accompagnement musical.

Un accompagnement musical est un ensemble de sons dépendant d'une mélodie ou d'un thème produit à titre de complément et de soutien harmonique et rythmique de la représentation d'une œuvre ou improvisation, par un ou plusieurs musiciens.

## Typologie des accompagnements
- un simple rythme répétitif de percussion ;

(un tambourin ou des castagnettes ponctuant l'évolution d'une danseuse gitane) ;
- un contre-chant très pur ou très orné, parfois même improvisé ;

(une flûte traversière virevoltante au-dessus d'une chanson devenue mythique : Il est cinq heures, Paris s'éveille de Jacques Dutronc) ;
- des accords plus ou moins complexes d'un instrument polyphonique

(une guitare égrainant ses notes sur une comptine enfantine ou un piano soutenant près de la cheminée quelques chants de Noël) ;
- le support d'un groupe de quelques instrumentistes ;

(le retour des Rolling Stones accompagnant leur chanteur vedette Mick Jagger) ;
- un orchestre de chambre accompagnant un ou plusieurs solistes

(l'orchestre à cordes baroque complice d'un hautboïste dans le 2e concerto, opus 9, d'Albinoni) ;
- une composition magistrale interprétée par un grand orchestre symphonique dans un lieu consacré

(l'orchestre de l'Opéra Garnier dans la dernière version du Rigoletto de Verdi).